# L'Inconnu (film, 1917)
Pour les articles homonymes, voir L'Inconnu.
« The Secret Man » redirige ici.  Pour le film de 2017, voir The Secret Man: Mark Felt.
Pour plus de détails, voir Fiche technique et Distribution.
L'Inconnu (The Secret Man) est un film muet américain réalisé par John Ford (crédité Jack Ford au générique)
, sorti en 1917.

## Synopsis
S'étant évadé de prison, Cheyenne Harry loue ses services dans un ranch. Il découvre aux alentours une enfant perdue et blessée, qui est la fille d'un ami. Il doit alors faire face à un dilemme : s'il ramène la fillette en ville, il risque d'être capturé par le shérif et de retourner en prison...

## Fiche technique
- Titre : L'Inconnu
- Titre original : The Secret Man
- Réalisation : John Ford
- Scénario : John Ford et George Hively (histoire)
- Photographie : Ben Reynolds
- Société de production et de distribution : Universal Film Manufacturing Company
- Pays de production :  États-Unis
- Langue : anglais
- Format : Noir et blanc - 35 mm - 1,37:1 - Film muet
- Genre : western
- Durée : 50 minutes
- Date de sortie :
  - États-Unis : 1er octobre 1917

## Distribution
- Harry Carey : Cheyenne Harry
- Edythe Sterling : Molly
- J. Morris Foster : Harry Beaufort
- Elizabeth Janes : Elizabeth
- Vester Pegg : la mère de Molly
- William Gettinger : le contremaître
- Steve Clemente : Pedro
- Hoot Gibson : Chuck Fadden

## Autour du film
- L'Inconnu appartient à la série de westerns dont le héros est le cow-boy « Cheyenne Harry » interprété par Harry Carey, tournés entre 1917 et 1919 par Ford.
- Deux des cinq bobines sont conservées à la Bibliothèque du Congrès (archives du film)[1].
- À la sortie du film en 1917, le Moving Picture World note que L'Inconnu montre « une quantité généreuse de scènes pittoresques, inondées de soleil californien[2]».